# لهوتا-ولاسنیتسه
لهوتا-ولاسنیتسه (به چکی: Lhota-Vlasenice) یک منطقهٔ مسکونی در جمهوری چک است که در ناحیه پلهریموو واقع شده‌است. لهوتا-ولاسنیتسه ۷٫۰۵ کیلومتر مربع مساحت و ۹۰ نفر جمعیت دارد و ۵۹۷ متر بالاتر از سطح دریا واقع شده‌است.